# Sân bay Quimper – Cornouaille
Sân bay Quimper – Cornouaille (IATA: UIP, ICAO: LFRQ) là một sân bay ở Pluguffan, cự ly 5,5 km về phía tây nam Quimper, cả hai đều là thị trấn của tỉnh Finistère, vùng Bretagne, Pháp.

## Hãng hàng không và tuyến bay
- Air France
  - do hãng Brit Air cung ứng (Paris-Orly)